# Raul Romeiras Pascoal
Raul Romeiras Pascoal, plus communément appelé Pascoal est un footballeur portugais né le 7 mars 1926 à Montemor-o-Novo. Il évoluait au poste d'attaquant.

## Biographie
Il joue principalement pour l'União Montemor et Benfica durant sa carrière.
Il remporte la Coupe Latine 1950 avec ces derniers, il ne joue que la première finale.

## Carrière
- 1942-1945 :  União Montemor
- 1945-1946 :  Académica de Coimbra
- 1946-1948 :  União Montemor
- 1948-1949 :  Portimonense
- 1949-1951 :  Benfica Lisbonne
- 1951-1958 :  União Montemor[1]

## Palmarès

### En club
Avec le Benfica Lisbonne :
- Champion du Portugal en 1950
- Vainqueur de la Coupe du Portugal en 1951
- Vainqueur de la Coupe Latine en 1950